# シゲタ動物薬品工業
シゲタ動物薬品工業株式会社（シゲタどうぶつやくひんこうぎょう、英語: SHIGETA Animal Pharmaceuticals）は、富山県小矢部市にかつて存在した動物用医薬品の研究・開発・製造などを行っていた企業である。また企業名は同社の登録商標でもあった。日本動物用医薬品協会の所属であった。
東京都港区芝大門にも支社があった。

## 概要
1986年に犬猫用血液の製造を行う「株式会社ブルー十字動物血液センター」として設立された。
2000年3月7日に「株式会社ブルー十字動物血液センター」から商号変更し「シゲタ動物薬品工業株式会社」となる。主力商品である動物用血液型判定薬、血液製剤の製造販売のみならず、バクテリアにより生ゴミなど有機性廃棄物を完全に分解することが可能な業務用廃棄物処理機「コビタン・ディスアピア」の開発・販売や、DNA検査による食品の産地、原材料の特定、動物血液検査技師の教材の販売など幅広い事業を展開していた。
マスコットキャラクターとしてしげたろうとひめこがおり、同社の登録商標でもあった。
また、モノクローナル抗体を用いた高精度の「シゲタ式」犬猫血液型分類法の開発や、インドネシアのボゴール農科大学と共同で高病原性鳥インフルエンザワクチン「H5N1型」の遺伝子組換えワクチン株の開発に世界で初めて成功するなど、独自の技術も多数保有しており、テレビ局や新聞社などの取材や検査依頼なども多かった。
2006年に福井県大野市のツヅキボウ福井大野工場（2005年5月閉鎖）の跡地を取得した。
また、2007年9月6日から8日開催の「2007NEW環境展」の大阪会場にも参加していた。
同2007年11月、社長の西尾義行元被告ら5人が未承認の犬用血液型判定薬を販売したとして逮捕され（後述）、2008年2月末に本社を閉鎖、同年に倒産した。負債総額は約13億円とされる。なお前述のツヅキボウ福井大野工場跡地は操業することなく倒産したため同地は2010年5月に大野市の所有になり、その後福井市の木材加工企業の所有になった。
本社跡地は立ち入り禁止となっており、廃墟化した建物内部には多くの薬品や機材が残された状態で放置されている。
2021年4月29日未明、不審火と思われる火災により3階の一部が焼けた。小矢部市議会議員の加藤幸雄も市政だよりに火災の現場写真を掲載している。
2023年時点で建物の所有者である社長は亡くなっているが、取り壊しの緊急性が低く数億円規模の費用が必要であり、跡地活用が期待できないとの理由から空家対策特別措置法に基づく特定空き家の指定と略式代執行による解体もできずにいる。

## 関連事業
PT. IPB SHIGETA ANIMAL PHARMACEUTICALS
ボゴール農科大学とシゲタ動物薬品工業との出資により2004年10月6日に設立された合併企業。インドネシア農業省から認可されている。同大学が2003年に設立した企業PT. Bogor Life Science & Technolog（BLST）の所属。所在地はインドネシアボゴール。会社の詳細情報（事業所番号など）
人獣共通感染予防医学研究所
シゲタ動物薬品工業の関連事業。Q熱を対象とした検査センターとして2002年6月に富山県登録衛生検査所として設立。所在地は本社と同じ。
SGT動物血液協会
シゲタ動物薬品工業の関連事業。ペットの血液判定証明書の交付、登録、管理などの奉仕活動を行なっていた。所在地は石川県金沢市寺地2-21-5。
日本動物血液検査技師協会
シゲタ動物薬品工業の関連事業。所在地は本社と同じ。
日本DNA食品検査センター
シゲタ動物薬品工業の関連事業。全国のスーパーマーケットやメーカーの食品のDNA検査を行っていた。所在地は本社と同じ。

## 出演番組
- 『NHKニュースおはよう日本』（NHK、2001年9月10日）[37]
- 『イブニングアクセス富山』（NHK、2007年7月24日、10月9日）[38]
- 番組名不明[注 5] （北日本放送、2007年8月16日）[38]
- 『情報プレゼンター とくダネ!』（フジテレビ、2007年11月8日）[38]

## 不祥事

### 遺伝子組換え生物等の不適切使用
2007年5月、文部科学省から遺伝子組換え生物等の使用等の規制による生物の多様性の確保に関する法律に基づく適切な措置を執らずに遺伝子組換え生物等の使用をしていたとして千葉県がんセンター、国立大学法人広島大学とともに文書による厳重注意を受けている。

### 未承認の犬用血液型判定薬の販売
2007年11月30日、農林水産省の承認を受けていない犬用血液型判定薬を動物用医薬品の一般販売業の許可を受けず、2005年4月から5月の間に名古屋市などの動物病院に販売したとして社長の西尾義行を含む5人が富山県警生活環境課、小矢部警察署、南砺警察署の合同捜査本部に逮捕され、関係先を家宅捜索された。社長は2008年5月に有罪判決を受けた。